# 亨頓
亨頓，或譯亨通、亨登，是英國倫敦北部巴尼特區的一個地區，是原來的米德爾塞克斯的教區，1965年併入大倫敦。位於查令十字西北7英里（11）。

## 教育
此地有亨頓學校（Hendon School）和聖瑪麗CE高中（St Mary's CE High School）兩所高級中學，此外米德爾塞克斯大學的主校區也坐落於此地。

## 交通
倫敦地鐵的亨頓中央站位於此地，是北線的一個站。此外也有亨頓鐵路站。

## 外部連結
- Barnet Archives and Local Studies
- Hendon & District Archaeological Society (HADAS) （页面存档备份，存于）
- Victoria County History （页面存档备份，存于） Hendon Chapter for a more detailed history of Hendon
- Pictures 1700 - 1900
- Pictures 1900 - 1930
- Hendon & Finchley Times （页面存档备份，存于）